# Рибалочка-крихітка сулавеський

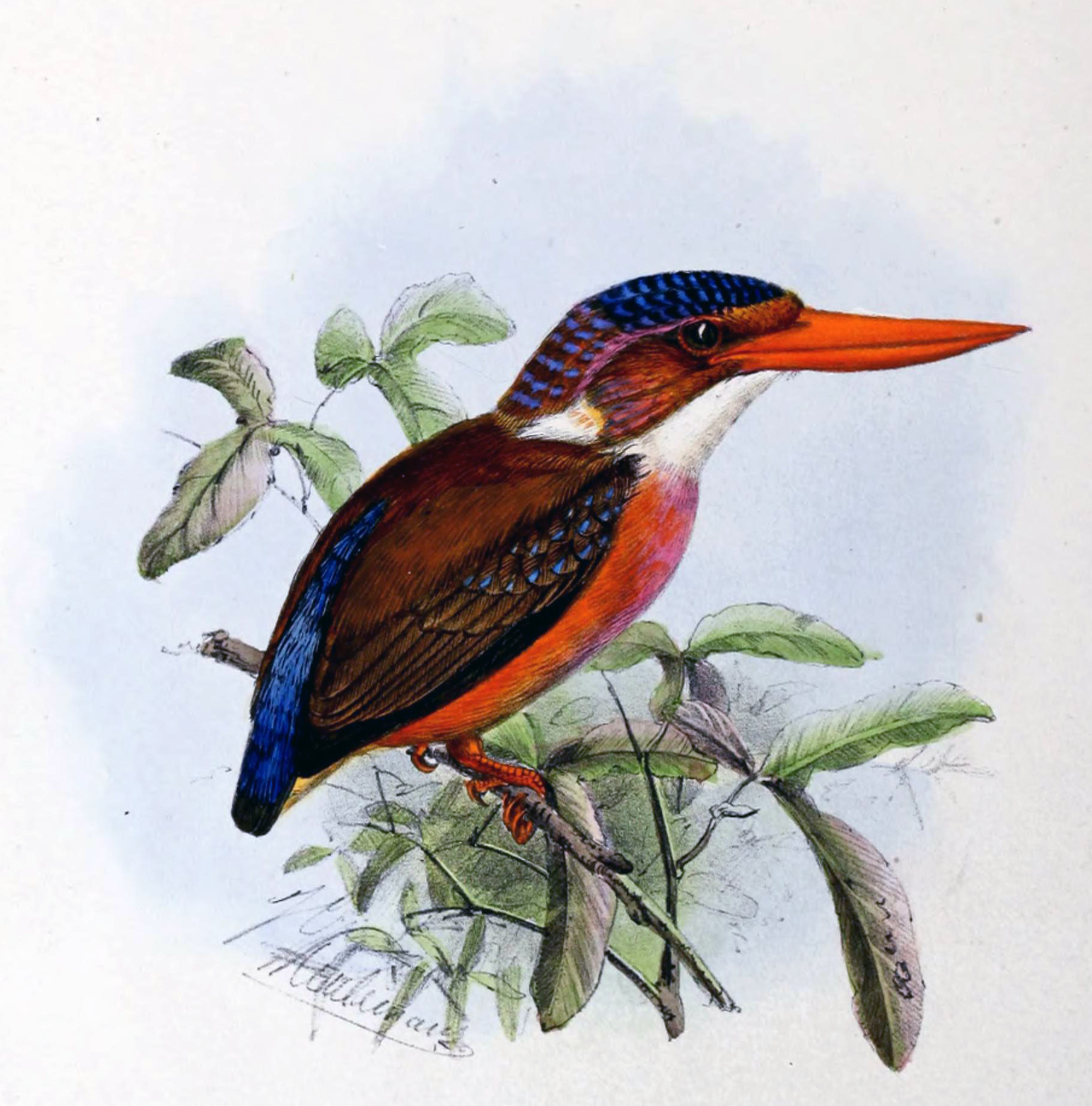
Сулавеський рибалочка-крихітка (підвид C. f. sangirensis)

Рибалочка-крихітка сулавеський (Ceyx fallax) — вид сиворакшоподібних птахів родини рибалочкових (Alcedinidae). Ендемік Індонезії.

## Опис
Довжина птаха становить 12 см. Довжина крила у самців становить 56—59 мм, у самиць 57—61 мм, довжина хвоста у самців становить 19—22 мм, у самиць 21—22 мм, довжина дзьоба у самців становить 28—38 мм, у самиць 34—37 мм, довжина цівки у самців становить 8—10 мм, у самиць 9—10 мм. 
Лоб чорний, тім'я чорне, поцятковане синіми плямками, обличчя рудувате, скроні рудувато-коричневі, на скронях, щоках і шиї з боків фіолетові смужки. Шия і плечі темно-рудувато-коричневі, спина і надхвістя кобальтово-сині, блискучі. Хвіст чорний, крила чорнувато-бурі, другорядні й третьорядні покривні пера крил мають блискучі пурпурові кінчики. Першорядні покривні пера крил, першорядні та другорядні махові пера мають широкі, темні, рудувато-коричневі краї. Підборіддя і горло кремові, груди темно-оранжеві, боки, живіт, нижні покривні пера крил і хвоста світло-оранжеві. Груди та покривні пера хвоста мають помітний пурпуровий відтінок. Очі темно-карі, дзьоб червоний, лапи оранжево-червоні. 
У молодих птахів верхня частина тіла більш темна і тьмяна, ніж у дорослих, фіолетовий відтінок в оперенні у них не присутній. Дзьоб чорнуватий, на кінці світлий.

## Підвиди
Виділяють два підвиди:
- C. f. sangirensis (Meyer, AB & Wiglesworth, 1898) — острови Сангіхе[en] і Талауд[en];
- C. f. fallax (Schlegel, 1866) — острови Сулавесі і Лембех[en].

Деякі дослідники виділяють підвид C. m. sangirensis в окремий вид Ceyx sangirensis.

## Поширення і екологія
Сулавеські рибалочки-крихітки живуть в підліску вологих тропічних лісів. Зустрічаються на висоті до 1000 м над рівнем моря, переважно на висоті до 600 м над рівнем моря.

## Збереження
МСОП загалом класифікує цей вид як такий, що не потребує особливих заходів зі збереження. Однак, підвид C. m. sangirensis, який класифікується МСОП як окремий вид, вважається таким, що перебуває на межі зникнення. За оцінками дослідників, популяція цього підвиду становить до 250 птахів. Загалом, сулавеським рибалочкам-крихіткам загрожує знищення природного середовища.